# Будинок на вулиці Героїв Майдану, 8
Будинок на вулиці Героїв Майдану, 8 — житловий будинок у Львові, пам'ятка архітектури місцевого значення (охоронний № 2090). Розташований під № 8 по вулиці Героїв Майдану, у Франківському районі.

## Історія
Будинок зведений як прибутковий у 1906—1907 роках у стилі раціональної постсецесії з елементами неокласицизму. Власником і будівельником кам'яниці був архітектор Збігнєв Брохвіч Левинський, цей будинок став його першою самостійною працею у Львові. Вже 1908 року Левинський отримав концесію будівничого і відкрив проєктне бюро, яке розташовувалося в цьому будинку.

## Опис
Будинок наріжний, триповерховий, із напівпідвалом і мансардою. Асиметричний фасад позбавлений декоративних елементів: Збігнєв Левинський пропагував відмову від пишного декору епохи модерну та прагнув досягти в архітектурі будівлі насамперед виразності об'ємів і силуету, стверджуючи, що «іноді найбільшою оздобою кам'яниці є відмова від всіляких оздоб». Особливістю будинку є вікна різних форм та розмірів, чоловий фасад акцентований плавно заокругленим еркером, бічний — лоджіями на другому і третьому поверхах, перша декорована у романському стилі, друга — в класицистичному. Кут будинку підкреслюється двома щипцями на кожному із фасадів. На другому та третьому поверхах — балкони на фігурних консолях.

## Галерея

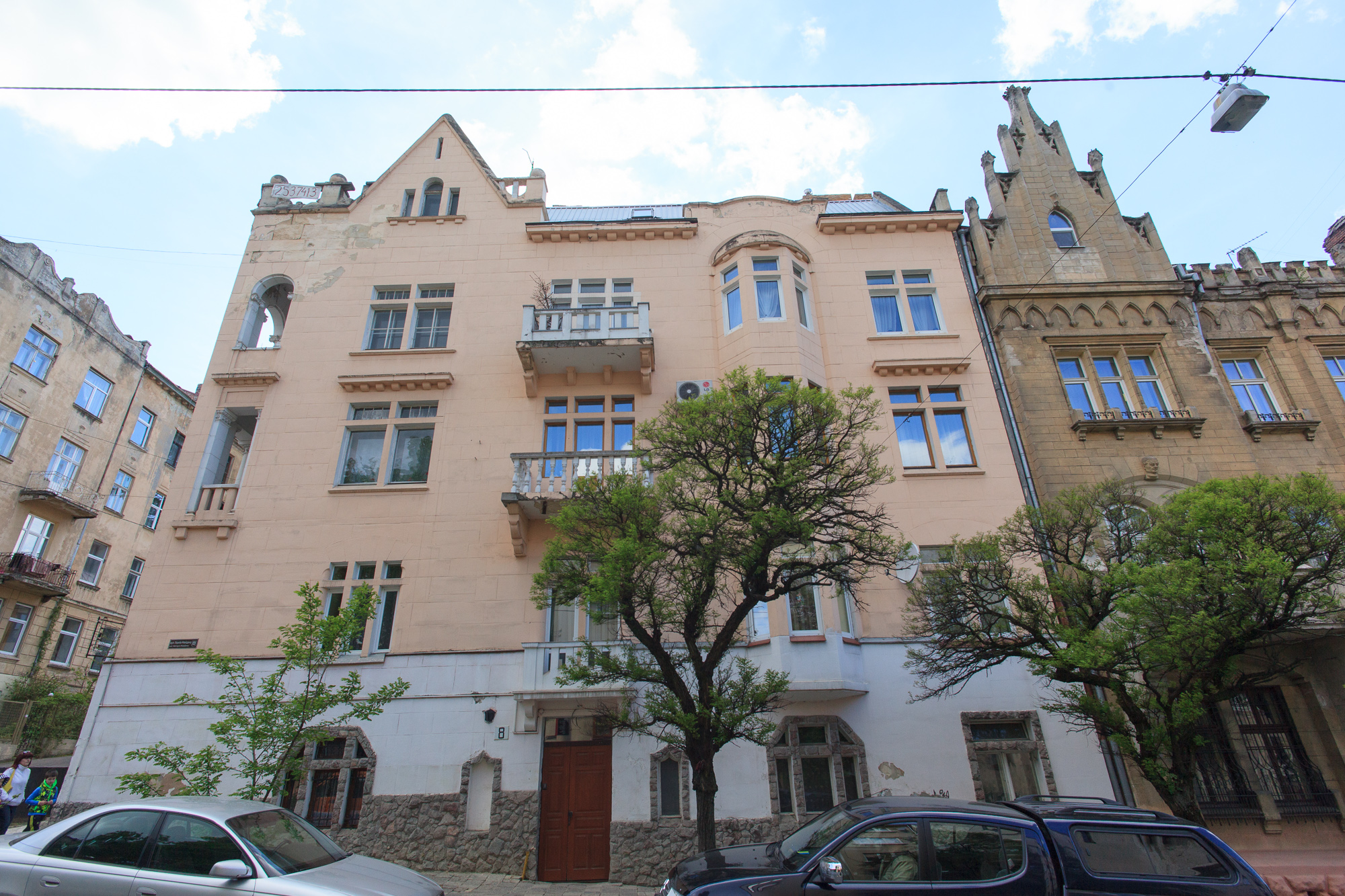
Чоловий фасад
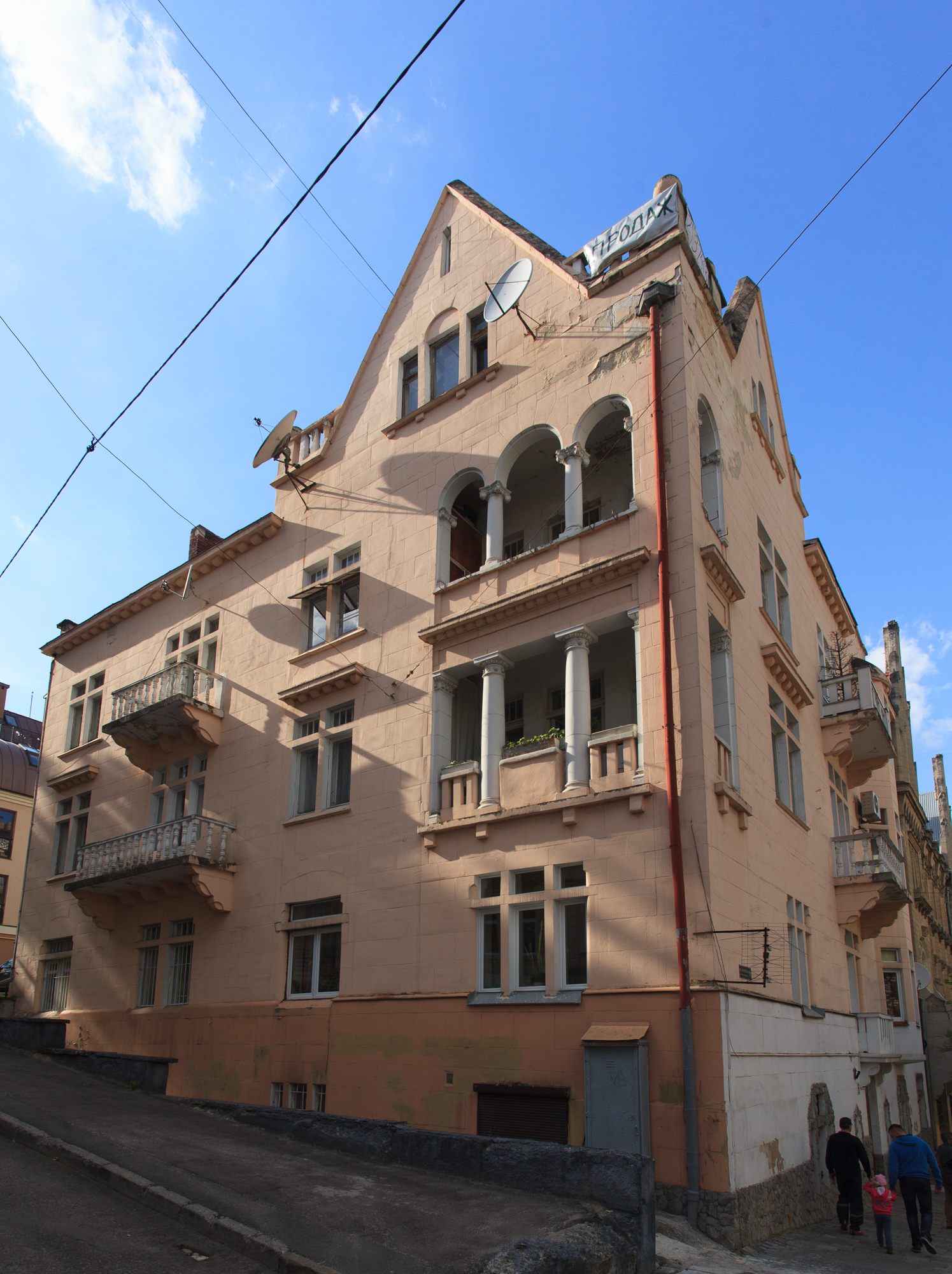
Бічний фасад
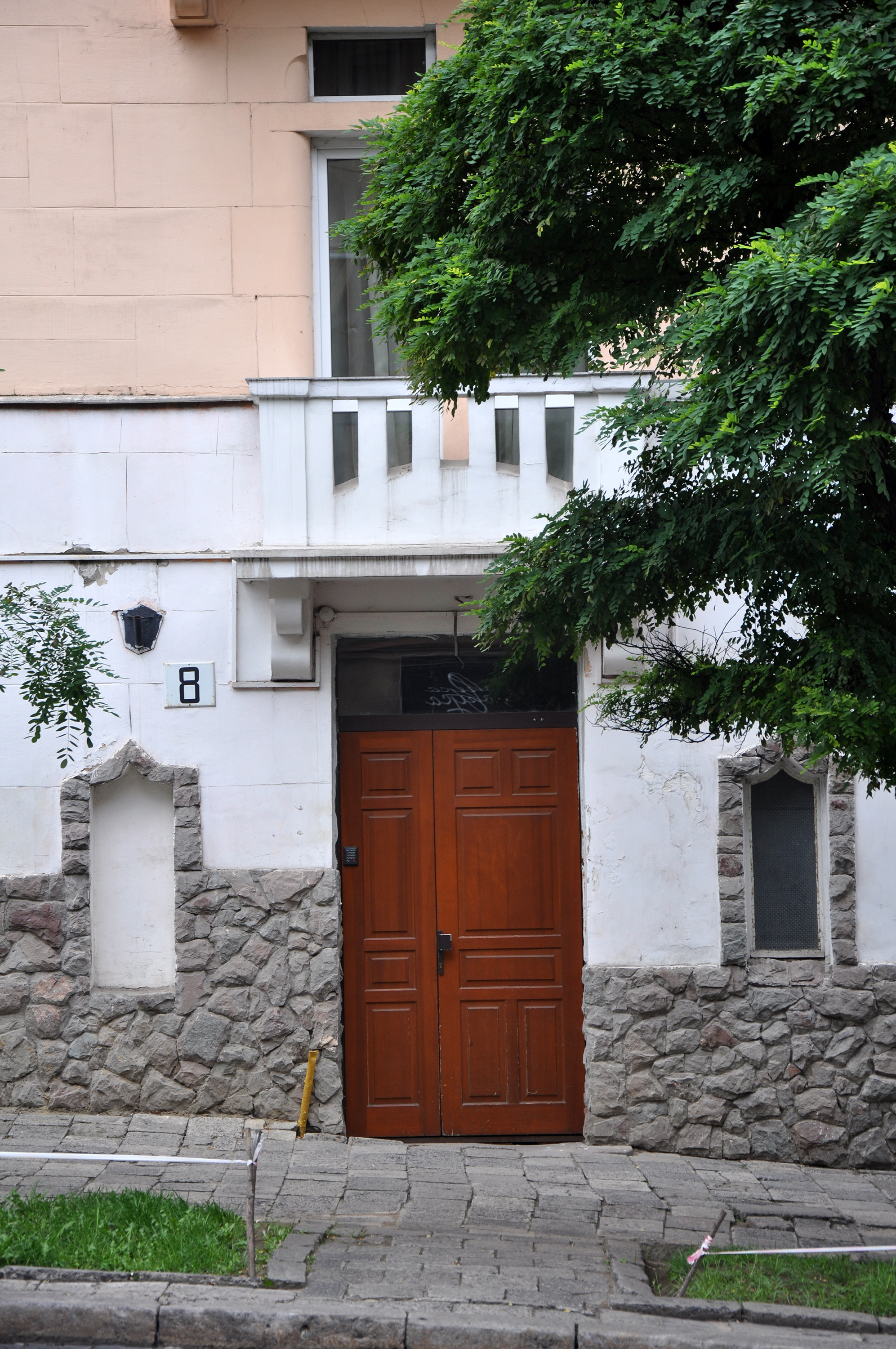
Головний вхід